# (20342) Trinh
(20342) Trinh (1998 HB97) – planetoida z pasa głównego asteroid okrążająca Słońce w ciągu 4,62 lat w średniej odległości 2,77 j.a. Odkryta 21 kwietnia 1998 roku.